# Jan Økseter
Jan Økseter (født 19. februar 1945 i Aurdal, Oppland) er en tidligere norsk håndboldspiller som deltog under Sommer-OL 1972.
Han repræsenterede Elverum IL. I 1972 var han en del af Norges håndboldlandshold som kom på en 9.- plads i den olympiske turnering. Han spillede i tre kampe.